# Cymothoe zowa
Cymothoe zowa är en fjärilsart som beskrevs av Fox 1965. Cymothoe zowa ingår i släktet Cymothoe och familjen praktfjärilar. Inga underarter finns listade i Catalogue of Life.